# Sibuyan
Sibuyan é uma ilha das Filipinas em forma de crescente. É as segunda maior do arquipélago que compõe a província de Romblon. Situa-se no mar de Sibuyan, e tem 445 km2 de área. tem dois picos importantes: o monte Guiting-Guiting com 2058 m de altitude e o monte Nailog com 789 m. A língua local é o dialeto Sibuyanon da língua romblomanon, do grupo de línguas das Visayas.
Sibuyan está isolada desde a sua formação, o que provocou endemismos na flora e fauna local.

## Biodiversidade

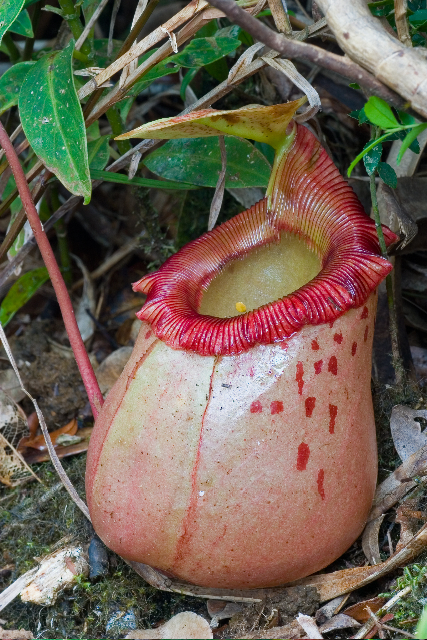
Nepenthes sibuyanensis do monte Guiting-Guiting

Sibuyan tem rica biodiversidade de flora e fauna, ameaçada pela emergente e agressiva promoção da indústria mineira fomentada pelo governo filipino. É difícil saber os números exatos totais de plantas endémicas, pois constantemente descobrem-se novas espécies. O Museu Nacional identificou num só estudo 1551 árvores num só hectare, com 123 espécies distintas, sendo 54 destas endémicas, no que é uma das florestas mais densas do mundo. Estima-se em 700 as espécies de plantas vasculares na ilha. Nepenthes sibuyanensis, espécie de planta insetívora, é também endémica como o seu nome científico sugere. Há 131 espécies de aves e dez de morcegos, e muitos mamíferos, incluindo muitos roedores ainda não totalmente catalogados. Três subespécies endémicas de Colasisi Loriculus philippensis bournsi, do pássaro-carpinteiro-pigmeu-das-filipinas Dendrocopos maculatus menagei, e do diceido-de-ventre-laranja Dicaeum trigonostigma sibuyanicum, encontram-se entre os mais emblemáticos.